# Faïd
Ne doit pas être confondu avec Faid.
Faïd (arabe : فائض) est un village du centre de la Tunisie situé à une vingtaine de kilomètres au nord-est de Sidi Bouzid sur la route RN13 reliant Kasserine à Sfax. 
Rattaché au gouvernorat de Sidi Bouzid, il appartient à la délégation de Sidi Bouzid Est. Sa population est estimée à 3 513 habitants. 